# Victor Piaggio
Victor Piaggio (Victorio Piaggio, * 1864 in Uruguay; † 1922 in Buenos Aires) war ein argentinischer Dirigent und Musikpädagoge italienischer Abstammung.
Es wird angenommen, dass Victor Piaggio der Nachkomme von Angehörigen der Genueser Kaufmanns- und Industriellenfamilie Piaggio war, die bei der Reise nach Buenos Aires vor der Küste Uruguays Schiffbruch erlitten und in diesem Land blieben. Piaggio ging nach Concordia in der argentinischen Provinz Entre Rios und wirkte dort als Dirigent einer Blaskapelle und gab als Privatlehrer Klavier-, Flöten- und Violinunterricht.
1900 übersiedelte er nach Buenos Aires und gründete dort das Conservatorio Piaggio. Von seinen neun Kindern wurden Celestino, Leonidas, Amelia, Leonor und Elsa Piaggio als Musiker bzw. Musikpädagogen bekannt.

## Quelle
- Música Clásica Argentina - Victor Piaggio

| Personendaten    | Personendaten                             |
| ---------------- | ----------------------------------------- |
| NAME             | Piaggio, Victor                           |
| ALTERNATIVNAMEN  | Piaggio, Victorio                         |
| KURZBESCHREIBUNG | argentinischer Dirigent und Musikpädagoge |
| GEBURTSDATUM     | 1864                                      |
| GEBURTSORT       | Uruguay                                   |
| STERBEDATUM      | 1922                                      |
| STERBEORT        | Buenos Aires                              |